# Sangala cyaneres
Sangala cyaneres là một loài bướm đêm trong họ Geometridae.